# بوميت
البوميت (أو البوهميت) هو معدن أكسيدي من أكسيد هيدروكسيد الألومنيوم صيغته γ-AlO(OH)، وهو مكون من مكونات خام البوكسيت.
يتبلور المعدن وفق نظام بلوري معيني قائم.
وصف المعدن لأول مرة سنة 1927 وسمي نسبة إلى الكيميائي الألماني يوهان بوم Johann Böhm؛ والذي أجرى دراسات بالأشعة السينية على هيدروكسيد أكسيد الألومنيوم.